# Rachel Azarja
Rachel Azarja (hebr.: רחל עזריה, ang. Rachel Azaria, ur. 21 grudnia 1977 w Jerozolimie) – izraelska polityk, w latach 2015–2019 poseł do Knesetu z listy Kulanu (My Wszyscy).
W wyborach parlamentarnych w 2015 po raz pierwszy dostała się do izraelskiego parlamentu. W dwudziestym Knesecie zasiadała w komisjach finansów, spraw wewnętrznych i środowiska oraz etyki. W kwietniu 2019 utraciła miejsce w parlamencie.